# アリア (バンド)
アリア（ロシア語：Ария)は、1985年にロシアのモスクワで結成されたヘヴィメタル・バンドである。最も成功したロシアのヘヴィメタル・バンドとされている。ラムシュタインのティル・リンデマンは2003年にアリアの「凪」(Штиль)という曲をカバーした。

## 概要

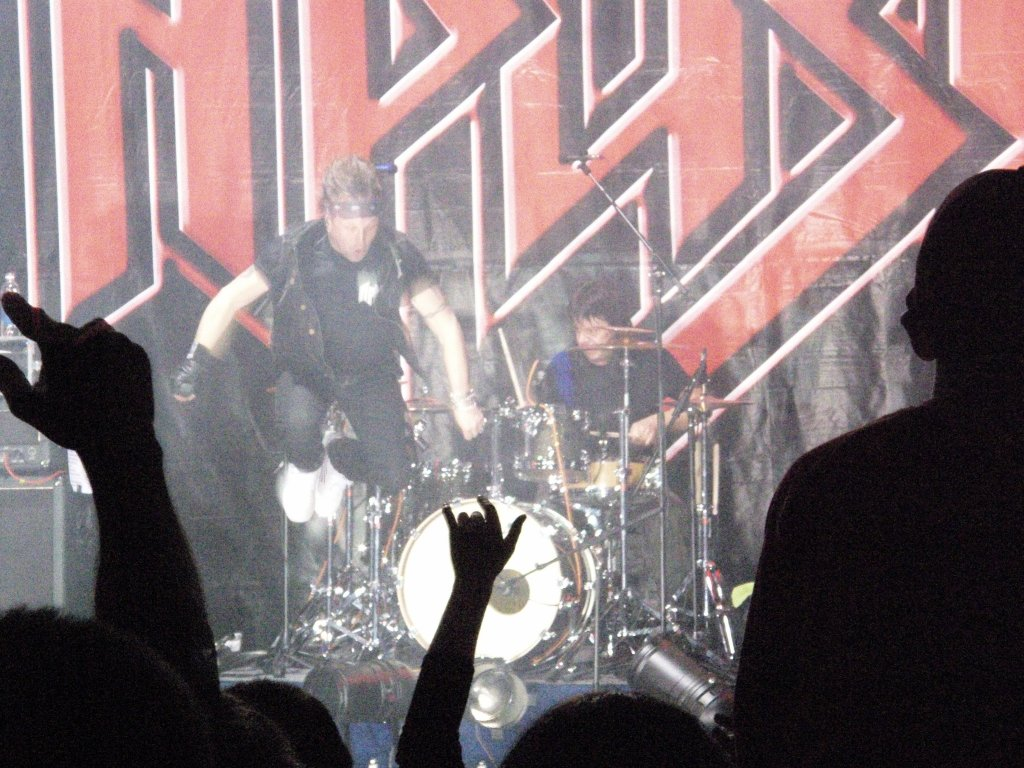
「犬鷲の飛翔」。アリアは最も注目されているロシアのヘヴィメタル・バンドのひとつ。

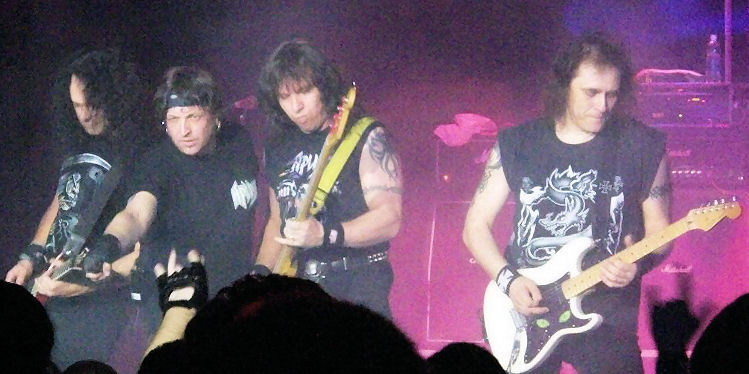
2008年、ウラジオストクにおいて

## 来歴
ヴィタリ・ドゥヴィニンとブラジミル・ホルスティニンはモスクワ電力工科大学の学生時代に知り合いになり、「魔法の暮」（Волшебные Сумерки）というロック・バンドを結成した。
1982年、ヴィタリ・ドゥヴィニンは大学を積極的に卒業するためにバンドを脱退。
1985年、ファースト・アルバム『メガロマニア』でデビュー。

## メンバー
- アルトゥル・ベルクト（Артур Беркут、ボーカル）　ー　ハリコフ生まれ。グネーシン音楽大学を卒業。「魔法の暮」を脱退後、「アフトーグラフ」（Автограф）というバンドに加入。
- ヴィタリ・ドゥヴィニン（Виталий Дубинин 、ベース）モスクワ
- ブラジミル・ホルスティニン（Владимир Холстинин 、ギター）ー　リュベルツィ生まれ。
- セルゲイ・ポポフ（Сергей Попов、ギター） ー　モスクワ生まれ。
- マクシム・ウダロフ（Максим Удалов 、ドラム） ー　モスクワ生まれ。TAMAのドラムセットを使用。

## 作品

### アルバム
- 1985年 メガロマニア　- Мания величия
- 1986年 お前と共にいるのは誰だ？　- С кем ты?
- 1987年 アスファルトのヒーロー　- Герой асфальта
- 1989年 火遊び　- Игра с огнём
- 1991年 血には血を　- Кровь за кровь
- 1995年 夜は昼より短い　- Ночь короче дня
- 1998年 悪の発生器　- Генератор зла
- 2001年 キマイラ　- Химера
- 2003年 炎による洗礼　- Крещение огнём
- 2006年 ハルマゲドン　- Армагеддон
- 2011年 不死鳥　- Феникс

### シングル
- 2009年 戦場　- Поле битвы